# Kengyilia grandiglumis
Kengyilia grandiglumis là một loài thực vật có hoa trong họ Hòa thảo. Loài này được (Keng) S.L. Chen mô tả khoa học đầu tiên năm 1994.